# Igor Netto
Igor Alexandrovič Netto, rusky Игорь Александрович Нетто (9. ledna 1930, Moskva – 30. března 1999, Moskva) byl sovětský fotbalista ruské národnosti. Hrával na pozici záložníka nebo útočníka.
Se sovětskou fotbalovou reprezentací vyhrál mistrovství Evropy roku 1960. Na tomto turnaji byl federací UEFA zařazen do all-stars týmu. Hrál též na mistrovství světa 1958 a 1962. Zúčastnil se rovněž dvou olympiád, roku 1952 a 1956, přičemž ve druhém případě si přivezl zlatou medaili. Sovětský svaz reprezentoval v 54 zápasech, v nich vstřelil 4 branky.
Celou svou kariéru (1949–1966) strávil v jediném klubu: Spartaku Moskva. Pětkrát s ním vyhrál sovětskou ligu (1952, 1953, 1956, 1958, 1962), třikrát sovětský pohár (1950, 1958, 1963). Odehrál za něj 368 ligových utkání.
V anketě Zlatý míč, která hledala nejlepšího fotbalistu Evropy, skončil roku 1957 devátý.